# Prionocyphon discoideus
Prionocyphon discoideus är en skalbaggsart. Prionocyphon discoideus ingår i släktet Prionocyphon och familjen mjukbaggar. Inga underarter finns listade i Catalogue of Life.